# プリマ☆ステラ
『プリマ☆ステラ』 (Prima Stella) は、2008年6月27日にアトリエかぐや Berkshire Yorksireより発売された18禁恋愛アドベンチャーゲームである。オープニングテーマ&エンディングテーマ曲のマキシシングルCDも、ゲームと同時に発売された。題名は、イタリア語で「一番星」を意味する。
2009年10月29日には、IXIAよりDVD-PG版『プリマ☆ステラ DVD-PG EDITION』が発売された。

## ストーリー
陶山学園に通う主人公、榊晃輔は、世界大会に出場することを有望視された水泳選手。選考会が行われた夏休みのある日、通行人を庇って交通事故に遭い瀕死の重症を負ってしまう。そして事故から2ヶ月後、奇跡的に意識を取り戻し、医者も驚くほどの回復力で競技に復帰する。しかし2ヶ月のブランクと怪我の影響は大きく、再び世界を目指すには困難な状況に陥っていた。
そんな時、陶山学園の『お隣』のお嬢様学校、聖エトワール女学院から交換留学の誘いがくる。並の実業団でもないであろう規模の設備を、交換留学している期間中自由に使って良いというのだ。
本来、女生徒しか対象にならないエトワールとの交換学生制度だが、事故のとき庇ったエトワールの女生徒の取り計いにより特例が成されたのだ。主人公は「現状を打破するためには、自分が出来ることをやってみよう」と決意し、聖エトワール女学院に通うこととなる。

## 各話タイトル
プリマステラは全8話に分けられ、第1話から第6話までエトワールが舞台、第7話から最終話が陶山学園が舞台となり、また第6話から個別ルートになっている。各話の最初はオープニングムービーで始まり、終わりはエンディングムービーで終わり予告が流れる。また舞台が変わる第7話からオープニング曲とムービーが変わったりと、アニメ番組のような演出がある。最終話でエンディング曲とムービーが変わり、本当のエンディングが流れる。
- 第1話
  - 夢をあきらめないで
- 第2話
  - 君の笑顔を見ていたい
- 第3話
  - 守護の騎士とお姫様
- 第4話
  - 頼られる人であるために
- 第5話
  - 契約という名の絆
- 第6話
  - 出会いと別れを繰り返して
  - ふたりだけの思い出
  - たくさんの初めてをあなたに
  - 小さな願い
- 第7話
  - 二人が望んだ明日
  - 夢を目指して
  - 変わっていく私
  - 一緒なら
- 最終話
  - 幸せのかたち
  - 夢よりも大切なもの
  - かけがえのないもの
  - あなたの一番（プリマ）へ

## 秘密の小箱
ゲーム中の選択により小箱の鍵を入手できる（入手するとキラキラリン♪の効果音が鳴る）、その鍵の数とクリア条件など満たすとEpisodeストーリーを見る事が出来る。ここでヒロイン4人のサブストーリーや悠（全1話）や美雪（全6話）を攻略できる。またエトセトラEpisodeで3P展開のサブストーリーもある。
- 静歌Episode
  - 禁忌のお味は?〜ちょっとHな奉仕活動〜
  - どこでも愛してほしくて〜水着in制服?〜
- 久住Episode
  - ちょっとだけ……欲求不満なんです
  - お姉ちゃんにお任せ♪〜トイレで××〜
- 雅Episode
  - あなたを喜ばせたいから〜足でなんて〜
  - あなたのためなら何だって〜こんな格好で?〜
- 巴Episode
  - 注文は……ワタシですかっ?!
  - デザートは私♪〜恥ずかしいけど〜
- 悠Episode
  - 王子様の恋
- 美雪Episode
  - 私に任せてくれませんか？〜お口で奉仕〜
  - 先生のおっぱいはいかが？
  - 二人の実距離〜こっちでなら〜
  - 思いは通じますか?〜南の島の告白〜
  - あなたのために、あなただけに〜乱れたい〜
  - 永遠に続くように〜どこまでも深く〜
- エトセトラEpisode
  - どっちがいいの?〜静歌と久住〜
  - いつでも一緒に〜雅と巴〜
  - 二人のお姉さん〜久住と悠〜
  - 柔肌に包み込まれて〜久住と美雪〜
  - ふたり一緒の慈善活動〜静歌と美雪〜

## 登場キャラクター

### メインキャラクター
榊 晃輔（さかき こうすけ）
主人公。陶山学園2年生で水泳部に所属し、将来を有望視された200m個人メドレーの選手で数々の賞を取っている。得意泳法は自由形。「いずれは水泳で天下を取る」という目標に向かって突き進むひたむきな青年。謙虚な性格で、水泳以外のことではあまりくよくよしない。愛用のドラムバックは入学当時から使っている。
全国大会が見えていた夏の選抜大会へ向かう途中、信号無視をする暴走車に轢かれそうになった静歌を体当たりして救い代わりに撥ねられ水泳の命である足に重症を負う。リハビリを続け奇跡的な回復力を見せるが、二ヶ月寝たきりで体の筋力は衰え、さらに完治しない足で、全国大会への最後の切符となる春の選抜に向かって頑張ろうとするが、内心に絶望を感じたところにエトワール女学院の交換留学生の話（設備が整っているエトワールで選手生命復活のリハビリが目的）を美雪から持ち込まれ行く事になる。
留学中は、お嬢様学校であるエトワールの中でも選りすぐりのお嬢様が集まる光組に所属し、静歌や雅とクラスメイトになる。最初はお嬢様たちに物珍しく見られていたが、第3話の事件で静歌を救うために、話すつもりはなかったエトワールに来た理由（事故の事、リハビリの事、罪悪感で静歌がお世話しているなど）を演説し、そのおかげで「身体を張って姫を守り抜いた留学生」とお嬢様たちに憧れの存在にされ「騎士」の称号を付けられ二つ名で呼ばれるようになる。
また寮では自炊をし腕はかなりのもの。雅に「有名中華店に比べたら数段劣るけど、家庭レベルならかなりの腕だわ」と、つまり凄くおいしいと評価される。またテニスも雅や巴といい勝負が出来るほど、スポーツマンぶりを発揮している。
東方院 静歌（とうほういん しずか）
声：みる
本作のメインヒロイン。聖エトワール学院の2年光組に在籍。雅と巴が友達。絵に描いたような箱入り娘で、エトワールでは姫様が愛称となっている。自らを過小評価しがちで、周囲が姫様と呼ぶのも政財界の名門たる東方院の家柄のせいだと思い込んでいる。相手を立てて尽くすタイプだが、本当に思い込んだ場合に捻じ曲げない強い意思を持つ、良い意味で頼りになるが、悪い意味で頑固で説得が難しい。また妄想癖があり「晃輔とお似合いね」など特定の言葉でだらしない顔にかわり自分の世界に行ってしまう。また久住と恋のライバルな感じで何かしら争う事がある。夢は「両親のよう幸せな関係に自分もなりたい」ことだが、最後にそれが重みになって悩む事になる。
車に轢かれそうになった子供を助けようと飛び出すが一緒に立ち往生してしまい、後から来た晃輔に救われる事になる。晃輔の事故が自分の責任と感じ、さらに晃輔の夢を奪ってしまったこと罪悪感を抱き、両親を通じて彼を学院に迎えいれたり、付き添いで色々お世話をしようと必死になる、ただ要らぬお世話になったり、気持ちだけが空回りになったり、やきもちをやいて久住と争いになったりする事が多い。そんな静歌の気持ちに晃輔は「学院でどんな問題が起きて、立場上で誰が敵になろうとも、たった一人でいいから理屈抜きに味方になってくれるパートナーになってほしい」と不安を打ち明けコンダクトを結ぶ事になる。渡されたリボンが契約の証。
スペシャルエピソードでは、久住と美雪と共演する。
苧島 久住（おのしま くすみ）
声：草柳順子
聖エトワール学院の3年月組に在籍。晃輔の従姉で晃輔からの呼称はくすねぇ。生徒意思統括組織星令会会長。普段は凛としていて他生徒から憧れられる存在だが、晃輔に対しては非常に甘い。そのため、公私混同で職権乱用することも多々あり、星令会役員や副会長である桐島悠に迷惑をかける。また、晃輔を抱きしめることが大好きで、彼を気絶させてしまうこともある。胸が大きいことがコンプレックスだったが晃輔が来てからは気にしなくなった（むしろ喜んでいる）。将来の夢は絵本作家になること。
晃輔の幼いころに姉としてお世話をしてきたせいか、良くも悪くも極度の世話やきである。第2話から世話やきが愛情だと気づき、静歌のお世話行為や爆弾発言に敏感に反応しやきもちで張り争う事になる。
幼い頃のトラウマが原因でカナヅチである。少しでも水に慣れさせよう（トラウマ克服）と悠が無理に水泳部に入部させられ、足に水をつけるレベルに克服している。第4話で晃輔が荒治療をした結果、一緒ならプールに入れるようになるほど克服。基本的に運動オンチ。
スペシャルエピソードでは静歌と悠と共演する。また、母乳が出る体質でもあり、普段は出ないが、コツのある揉み方をすると簡単に出る。
高鷲 雅（たかす みやび）
声：まきいづみ
聖エトワール学院の2年光組に在籍。テニス部に所属。副業でタレントをしており、舞台にグラビアから歌までこなすマルチタレント、最近ブレイクした。実家はフランク・ロイヤルパレスホテルを経営している。クールな性格ながら人付き合いもよく、根が素直な静歌や巴をよくからかって遊んでいる。晃輔からは、「実にお嬢様然としていて聖エトワール女学院を体現するような女の子」と表現されている。
静歌や晃輔をよくからかって遊んでいるが、自分がからかわれるのは苦手。
スペシャルエピソードでは巴と共演する。
日秀 巴（ひびり ともえ）
声：茶谷やすら
聖エトワール学院の1年花組に在籍。晃輔と同じ一般庶民の家柄だがテニスの特待生として奨学金をもらっている。非常に優秀なテニスプレイヤーだったが、ある事件が原因でラケットも握れないほどのスランプに陥っている。雅とは身の回りのお世話をするコンダクトの契りを交わしているため、学園にいる間は行動をともにしている。明るく素直な性格で、その仕草はたびたび「犬っぽい」と表現される。
料理も得意で、昼には食堂でウェイトレスとして生活のためバイトしている。
スペシャルエピソードでは雅と共演する。

### サブキャラクター
桐島 悠（きりしま ゆう）
声：かわしまりの
聖エトワール学院の3年月組に在籍。星令会副会長で水泳部の部長でもあり、王子様と呼ばれている。得意泳法は平泳ぎ。ボーイッシュで面倒見が良く、女生徒達に人気がある。ルートによっては陶山学園に交換留学生としてやって来て、その日から全女生徒達の憧れの的となる。いつも久住と行動を共にしており、久住の泣きつかれ役でもある。実家は企業グループを経営しているが名称は不明。攻略対象ではないがクリア後のスペシャルエピソードではイベントシーンが用意されている。
小早川 美雪（こばやかわ みゆき）
声：深井晴花
聖エトワール学院のシスター。理事長の孫娘で、同時に学生寮長・クラス担任・神学教師・水泳部顧問を務め、晃輔が留学している間の管理責任者にもなる。広い視点から物事を観察していて、的確なアドバイスで生徒達を導く。悠と同じく攻略対象ではないが、クリア後のスペシャルエピソードではヒロイン達を抑えて最も多くのイベントシーンが用意されている。
古畑 海（ふるはた かい）
声：広野大地
陶山学園水泳部部長を務める3年生。成績優秀、容姿もよい。晃輔のことを考えてくれるよき心の持ち主。懐が深く、交換留学で陶山学園にやって来たヒロインにも特別扱いすることなく普通に接する。晃輔が「いずれ水泳で天下を取って、世界一になりたい」と発言した際にもただ一人笑わずに励ましてくれた。彼が"部長命令"を出すときは本当にそう思っている証拠。どんな大会でも部員に「勝て」とは言わないだけに、命令を下された時は重く感じるらしい。普段は温厚だが怒らせると怖いタイプ。
女性的な顔立ちから、エトワールへの留学の際にも、晃輔を含む何人かに「女装して立候補してみれば？」と言われている。上記の桐島 悠と似たような性格で、ルートによっては悠といいコンビぶりを見せてくれる。
榊 周平（さかき しゅうへい）
晃輔の父親。剛胆な性格で暴走気味だが一般常識は人並みにある。暴走するたびに妻である早百合にボコボコにされている。雅の大ファンでありルートによっては見事な暴走っぷりを見せてくれる。
実は苧島家の出身だが放浪癖が原因で（インドでカラリパヤットの修行中に）勘当されている。苗字が榊なのは早百合との結婚の際、婿養子に入っているため。
「生涯現役」を地で行くスポーツ万能な運動能力を持ち、晃輔が水泳競技をはじめたのも、周平にひとつでも勝ちたくて得意な水泳で越えようとしたのがはじまりである。
榊 早百合（さかき さゆり）
晃輔の母親。しっかりした性格で夫である周平の暴走を鉄拳制裁で抑えている。勘当されて路頭に迷っていた周平を拾ったのがなれ初めだが、周平への愛は本物。
東方院 宗継（とうほういん ひろつぐ）
静歌の父親で東方院グループ総帥兼東方院貿易会長。指導者に相応しい威厳さと、そして周平とタメが張れるほどの筋肉と体格をもち、静歌ルートでは周平と意気投合を通り越して義兄弟の契りを交わした。紳士だが情に厚く親バカな面がある。静歌ルートと久住ルートでは、その一面が垣間見える。愛車はアウディ・S8
東方院 梢（とうほういん こずえ）
静歌の母親。晃輔曰く「静歌が大人っぽく、そして落ち着いた感じ」。
苧島 幸造（おのしま こうぞう）
久住の父親。戦前より続く図書出版界のビッグネーム、苧島書店グループの総帥。苧島グループは全国教育図書、教科書採用率20年連続第1位を誇ったものの、最近は経営が思わしくなく経営責任を問われている。晃輔の伯父、榊周平の兄。
苧島 睦美（おのしま むつみ）
久住の母親。
藤堂 俊司（とうどう しゅんじ）
苧島グループにおいて汚れ役を担う藤堂派の御曹司。その出自のせいか目的の為なら手段を選ばないタイプで、苧島家の追い落としと久住を狙って行動を起こす。人を人として扱わず、道具や玩具として扱う。最後は父親にも見捨てられ、今までの自らの犯罪が全て芋づる式に明らかになり逮捕される。ただし、幼少の頃から傍に就いていた執事だけは、これを機に真っ当な性格になってくれればと最後まで俊司を見放しておらず、作中では俊司の愚行を良しとせず晃輔の手助けをしている。
枡古 京子（ますふる きょうこ）
聖エトワール学園新聞部部長。記事になればそれで良いというようにゴシップ記事を出すため、一部の生徒に人気がある。書く記事の大半はでっち上げのことが多い。晃輔の留学と静歌との仲をでっち上げに記事にした事が原因で事件が起こる。
北条 麗（ほうじょう うるは）
生徒意思統括組織「星令会」・風紀委員会代表員。久住を崇拝しており、過去に久住のファンの生徒と揉め事を起こした際に風紀委員会の力で追い込んだ事があるなど、久住と悠から注意視されている。晃輔が留学してきた事により、今まで凛としていた久住が変わってきている事を快く思っておらず、ある事を機に事件を起こす。
皆本 はやて
鳳院学園1年生。テニス部において1年生でレギュラーを務め、雑誌にも名前が載るほどの実力者。巴がスランプに陥る一因となった練習試合の対戦相手であり、その試合において巴を完膚無きまでに叩きのめしているが、その後に様々な選手と対戦しても巴ほどの相手はいなかったと、その実力を高く評価している。
風祭 結命（かざまつり ゆめ）
晃輔がエトワールに留学中、交換留学生として陶山学園に留学してきた女生徒。はじめの内は過剰に反応する全校男子生徒に対し怯えていたが、同じクラスの柏木幾都が熱心に面倒を見て護ってくれたのがきっかけで付き合うようになった。
柏木 幾都（かしわぎ いくと）
陶山学園での晃輔のクラスメイトにして親友。普段は真面目で女に見向きもしない性格だが、交換留学生としてエトワールから留学してきた風祭結命が全校男子生徒の過剰な反応に怯えていたので、可哀相にと思い熱心に面倒を見ていた内に相思相愛となり、めでたくカップルになった。
藍沢（あいざわ）
静歌ルートにて名前のみ登場。陶山学園での晃輔のクラス委員長で、静歌が陶山学園に交換留学生としてやってきた際に代わりにエトワールへ留学していった。元々お嬢様生活に憧れており、将来娘が出来たら絶対お嬢様に育ててみせると言っていた。

## 用語
エトワール女学院
主人公・榊 晃輔の住んでいる町の隣町『星屑町(ほしくずちょう)』にあるミッション系の女学院。幼・小・中・高・大の全ての学院が街中に点在しており、理事長は小早川 美雪の祖父。星屑町全てがエトワール女学院の敷地であり、私営鉄道の「星屑駅」が通っている他、日用雑貨をはじめ、電気・ガス・水道などのライフラインが整備されており、主な職員の九割が女性、上流階級の女生徒達を犯罪などから保護すべく監視カメラや警備員など、24時間365日体制で管理しているなど、徹底した管理で運営されている。
エトワール校舎
西洋の大貴族が住むような大きな洋館で、晃輔いわくお城みたいな建物。静歌や雅などの政界、メディア、経営者などで代表する家柄のお嬢様は多くはなく、彼女らは各学年に一クラスある「光組」だけ。また全校生徒の1/10が巴のような特待生や中流家庭から来ている。エトワールの学費がものすごく高く中級家庭レベルでは払うのに苦労している（特待生で8割免除されている巴でさえ、親に迷惑をかけない為にバイトしている）が、そこまでして通わせたいのは格をつけたいだけと雅が語っている。
光組
政界、メディア、経営者で代表するような超一流お嬢様が通うクラスで各学年に一クラスしかない。二学年の光組に静歌や雅が所属し、交換留学生の晃輔も所属されている。担任は美雪。
夜の河
読み方はアルジャン。エトワール校舎にある学食で親子丼やスパゲティなど庶民知識でも分かるメニューが置いてある。ただ高級食材を使い一流シェフが調理するので味は別格。巴がアルバイトをしている場所のひとつ。
エトワール学生寮
晃輔いわく「一流ホテルか？」と見間違えるほど建物。各自スィートルームクラスの部屋を与えられ、十数人はいれる広い客間、寝室、キッチン、バスルームがある。各部屋のセキュリティは高くカードキーで施錠され、無理にこじ開けようとすると警報が鳴る。マスターキーは管理人が管理しているが、久住が星令会会長の権利を悪用し手にいれたり、さらに簡単に複数コピーされたりと、管理の甘さがある。
設備に大浴場があり、利用できるのは二年生と三年生の寮生。ただしコンダクトを結んでいる一年生はお世話をする条件で一緒に入浴する事が出来る（特例でもなく規則違反だが風習として黙認されている）。また晃輔が留学中は男性入浴時間を設けられている。食堂では夕食の時に生徒のテーブルマナー向上のため、帝●ホテルの一流シェフが作っている最高級レストランになっている（晃輔がメニューすら理解も出来ないほど）。洗濯場もあるが利用しているのは晃輔ぐらいで、洗濯、清掃、シーツの取替えは生徒が登校中に業者が来てすべて行っている。
部屋にあるキッチンは生徒に自炊を促す為に作られたものだが、実際作っている自炊派は晃輔と巴ぐらい。夕食会を行い始めてから、静歌や雅などが料理を作り振舞う事になる。
商店街
エトワール女学院の敷地内にある商店街で、スポーツ用品店、雑貨屋、食品スーパーなどある。どの店も庶民感覚じゃおかしいレベルの高値（パンツ一枚千円など）で晃輔の財布を悩ませる。静歌や雅のお嬢様から見れば安くてお得な値段。
コンダクト
下級生（従者）が上級生（主人）に申請し受理されると生まれる主従関係。この制度は学院の規則ではなく長年続く生徒の習慣で行われているもの。コンダクト制度がお姉さま独占にならないようチャンスを与える機会として年一回（育身祭の時期と重なるので11月ごろ）のコンダクト申請や更新が行われる。またコンダクトの申請を必ず受ける事はなく、静歌や久住や悠のような拒否派も存在する。コンダクトを結んでいる雅と巴の関係をみて内容は下記があげられる。
- 下級生が上級生に付き添いお世話をする。
- 上級生は下級生を妹のように面倒を見る。
- 本来入れない大浴場に上級生のお世話として下級生が入れる。
- 下級生のお誘いは上級生も誘われた事になる。

晃輔と静歌のコンダクトは正式なものではなく二人の意思によって形上結ばれている。
星令会
生徒意思統括組織で一般的に言うと生徒会のこと。会長は久住、副会長は悠。発言力は高く先生すら拒否できないこともある。そのため職権乱用する久住がいたりする。また役員にも発言権があり、賛成数によっては会長や副会長の権利すら上回るほど（第4話で麗が役員の賛成を受け、晃輔からスポーツ施設やプールの使用を剥奪しエトワールから追い出そうとした）。
育身祭
エトワールの学院行事でスポーツを通じて美や技を競い、互いに高めあうのが目的。一般的に体育祭のようなものだが、個人戦でダンス、バレエ、新体操、フィギュアスケート、テニス、乗馬など、団体戦でバトントワリングなどがある。配られたプリントに在校生全員参加（留学生含む）の文字がかかれ、晃輔が頭を悩ませる。
静歌は乗馬を選び上位入賞、久住はダンスを選び悲惨結果、晃輔と雅と巴はテニスを選んでいる。
交換学生制度
エトワール女学院にある特殊な制度。エトワールの生徒と近隣の普通校の生徒を交換留学し、エトワールのお嬢様が同世代の普通の生徒と触れ合い世間一般の常識を肌で触れさせるのが目的。普通校からエトワールに来た生徒はお嬢様に庶民の知識を教える普通授業の講師をしなくてはならない。
本来エトワールは女学院であり交換留学生も女生徒同士の交換が通常であるが、今回特例として初の男子生徒（晃輔）の交換が行われた（静歌の願いを聞いた父が東方院の力で学院に要求、美雪先生は前例もない事で反対の立場であったが、実際に晃輔に会い人柄を見てエトワールに相応しいと特例を認める）。
普通授業
普通校から来た交換学生がエトワールのお嬢様に庶民知識を教える授業のこと。エトワールに行った交換留学生が人たちが一番悩まされたと発言している事から、普通校側の交換留学生希望者の減る原因のひとつとなっている。
晃輔は衣食住を題材にし、洗濯のしかた、レトルト食品の作り方など授業に出している。
姫様
静歌の二つ名。世界規模の東方院財閥の令嬢であり、エトワールに多額の寄付をしていることから、生徒から姫様と尊敬する呼び名をつけている。しかし静歌は姫という名は東方院の名の元で作られたと思い、自分には相応しくないと思っている。またそれが重みにもなっている。
騎士様
晃輔の二つ名で騎士（きし）様やナイト様と呼ばれる。第3話の事件で心が傷ついた静歌を見て、全校生徒の前にエトワールに来た経緯と一喝し守った事から「姫様を守った騎士」として付けられた。
王子様
悠の二つ名。長身でスレンダー、紳士的な対応など「まるで王子様のようだ」と付けられたと推測。
陶山学園
晃輔や海先輩が通う学園で普通校の共学。後半の舞台となる。エトワールの交換留学生とお近づきになろうと必死になったり、ときに親衛隊を結成したり、エトワール帰りの晃輔を追いかけたり、連行し向こうの生活を吐かせようとしたり、それみた先生がグッ！とサインを出して黙認したりと面白い生徒がいる（男子生徒）学園。
水泳部
エトワールの水泳部は十数名。競泳をやる部員は少なく殆どがエクササイズ目的で入部している。顧問は美雪、部長は悠。プール設備は事業団にも勝るほどで更衣室も広い。またトレーニング施設も充実でスポーツドクターも常駐するほど。
陶山学園の水泳部は部員が数名。プール設備に屋根や温水はなく冬場は寒さに震えながら泳いで、部室（更衣室）にストーブであり冷えた体を温める。

## 他作品とのリンク
同社過去作品のオレと彼女は主従なカンケイ主人公の柏木 拓都（かしわぎ たくと）の父親である柏木 幾都と母親である風祭 結命（作品中は柏木 結命）が登場している。また静歌ルートで晃輔の後に交換になったクラス委員長の藍沢の発言に「将来娘が出来たら絶対お嬢様に育ててみせる」ことから藍沢 美瓶子（あいざわ みかこ）の母親を思わせる。分かった繋がりは以下
- プリマステラはオレと彼女は主従なカンケイの20年以上昔の時代
- 幾都は陶山学園出身で晃輔のクラスメイトで顔見知りである
- 結命はエトワール出身である
- 藍沢美瓶子の母親は陶山学園出身で晃輔や幾都のクラスメイトで委員長
- 晃輔がエトワールに行く事で結命が陶山学園に来て幾都と出会い付き合う
- エトワールに行く事が原因で美瓶子にお嬢様教育をし自称お嬢様性格になった

## スタッフ
- 原画：choco chip
- シナリオ：近江達裕、神無月ニトロ、速水漣、玉沢円、須永成人、春日森
- オープニングテーマ『Prime Star』
  - 作詞：速水漣 作曲・編曲：不知火つばさ (Angel Note) 歌：Riryka
- エンディングテーマ『僕らの未来』
  - 作曲・編曲：北沢のぶぞう (Angel Note) 歌・作詞：Riryka
- 挿入歌『your song』
  - 作詞：春日森 作曲・編曲：くど（ピクセルビー） 歌：yuiko
- 挿入歌『twinkle white snow』
  - 作曲・編曲：Meis Clauson 歌・作詞：yuiko